# ノーヴァ・ミラネーゼ
ノーヴァ・ミラネーゼ（伊: Nova Milanese）は、イタリア共和国ロンバルディア州モンツァ・エ・ブリアンツァ県にある、人口約23,000人の基礎自治体（コムーネ）。

## 地理

### 位置・広がり
モンツァ・エ・ブリアンツァ県南西部に位置するコムーネで、県都モンツァから西へ約6km、州都ミラノから北へ約14km、コモから南南東へ約26kmの距離にある。

#### 隣接コムーネ
隣接するコムーネは以下の通り。括弧内のMIはミラノ県所属を示す。

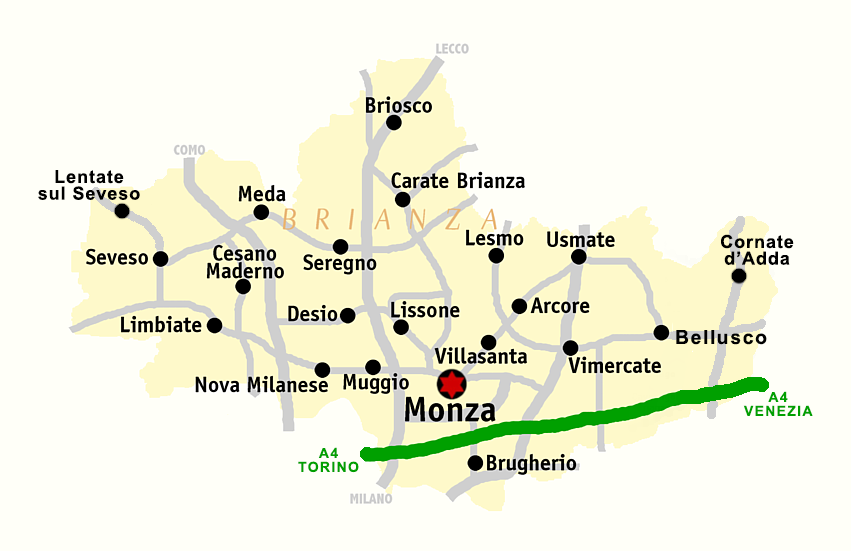
モンツァ・エ・ブリアンツァ県概略図

- デージオ - 北
- ムッジョ - 東
- チニゼッロ・バルサモ (MI) - 南東
- パデルノ・ドゥニャーノ (MI) - 南西
- ヴァレード - 北西

### 気候分類・地震分類
気候分類では、zona E, 2404 GGに分類される。
また、イタリアの地震リスク階級 (it) では、zona 4 (sismicità molto bassa) に分類される。